# Psectrotanypus pictipennis
Psectrotanypus pictipennis är en tvåvingeart som först beskrevs av Zetterstedt 1838.  Psectrotanypus pictipennis ingår i släktet Psectrotanypus och familjen fjädermyggor.
Artens utbredningsområde är Grönland. Arten är reproducerande i Sverige. Inga underarter finns listade i Catalogue of Life.